# Одін (персонаж Marvel Comics)
Одін (англ. Odin) — вигаданий персонаж з коміксів американського видавництва Marvel Comics. Персонаж уперше згадується в коміксі «Journey into Mystery» #85 (жовтень 1962), а вперше з'являється — «Journey into Mystery» #86 (листопад 1962). Одін — адаптація однойменного бога зі скандинавської мітології. Авторами комікс-персонажу є Стен Лі та Джек Кірбі. Персонаж зображується як батько Тора і як колишній король Асґарду (після сюжетної лінії «The War of The Realms»).
У фільмах Кіновсесвіту Marvel роль Одіна виконав Ентоні Гопкінс: «Тор» (2011), «Тор: Царство темряви» (2013), «Тор: Раґнарок» (2017).

## Історія публікації
Перша згадка про Одіна у коміксах Marvel Comics відбулася у «Journey into Mystery» #85 (жовтень 1962). Перша повноцінна поява — «Journey into Mystery» #86 (листопад 1962). Персонажа вигадали відомі коміксисти Стен Лі та Джек Кірбі.

## Родовід
- Имір
  - Аталі Имірсдоттір
  -  Бурі Имірсон/Тіваз
    - Мімір Бурісон
    - Нйорд Бурісон
    -  Бор Бурісон
      - Кул Борсон
      - Вілі Борсон
      - Ве Борсон
      -  Одін Борсон
        - Відар Одінсон
        - Бальдер Одінсон
        - Тір Одінсон
        - Гермод Одінсон
        - Альдріфф Одінсдоттір
        - Лосса Одінсдоттір
        - Роджер Норвелл (усиновлений)
        - Локі Лафейсон (усиновлений)
        - Ікол (усиновлений)
        - Тор Одінсон

## Вигадана біографія
Одін Борсон, Всебатько — король Асґарду та захисник Десяти царств. Він належить до раси асґардійців, групі гуманоїдних істот з Асґарду. У стародавні часи в Мідґарді (Земля) йому поклонялися, як богу мудрості, люди, відомі як вікінги. Він вважається наймудрішим і наймогутнішим з асів (асґардійців). Одін — син Бора і Бестли, брат Вілі, Ве, Кула й чоловік Фреї. Від нього народилося багато дітей, таких як Відар, Бальдер і, звісно ж, його син та спадкоємець — могутній Тор.

## Сили та здібності
- Надлюдська сила
- Надлюдська швидкість
- Надлюдська спритність
- Надлюдська реакція
- Надлюдська витривалість
- Надлюдський цілющий фактор
- Сила Одіна

## В інших медіа

### Фільми

#### Кіновсесвіт Marvel
Одіна зіграв британський і американський актор Ентоні Гопкінс у трьох фільмах: «Тор» (2011), «Тор: Царство темряви» (2013), «Тор: Раґнарок» (2017).